# Miyuki Miyabe
Pour les articles homonymes, voir Miyabe.
Miyuki Miyabe (宮部 みゆき, Miyabe Miyuki, née le 23 décembre 1960 à Tokyo) est une autrice japonaise de romans policiers.

## Biographie
Son livre Une carte pour l'enfer a été primé au Japon. Un autre ouvrage traduit en français, La Librairie Tanabe est constitué de nouvelles qui mettent en scène le libraire de la librairie Tanabe, Monsieur Iwa (Kookichi Iwanaga), détective amateur. 

## Œuvres
- Pāfekuto burū (パーフェクト・ブルー, Perfect Blue), 1989
- Majutsu wa sasayaku (魔術はささやく), 1989
- Warera ga rinjin no hanzai (我らが隣人の犯罪), 1990
- Tōkyō satsujin boshoku (東京殺人暮色), 1990
- Reberu 7 (レベル7, Level 7), 1990
- Ryu wa nemuru (龍は眠る), 1991
- Honjo Fukagawa fushigi-zōshi (本所深川ふしぎ草紙), 1991
- Henji wa iranai (返事はいらない), 1991
- Kamaitachi (かまいたち), 1992
- Kon'ya wa nemurenai (今夜は眠れない), 1992
- Sunāku-gari (スナーク狩り), 1992
- Kasha (火車), 1992
- Nagai nagai satsujin (長い長い殺人), 1992
- Torinokosarete (とり残されて), 1992
- Suteppufazā suteppu (ステップファザー・ステップ, Stepfather Step) 1993
- Furueru iwa (震える岩), 1993
- Sabishii karyūdo (淋しい狩人), 1993
- Chikagai no ame (地下街の雨), 1994
- Genshoku Edo-goyomi (幻色江戸ごよみ), 1994
- Yume ni mo omowanai (夢にも思わない), 1995
- Hatsu monogatari (初ものがたり), 1995
- Hatobuesō (鳩笛草), 1995
- Hitojichi Canon (人質カノン), 1996
- Gamōtei Jiken (蒲生邸事件), 1996
- Kannin bako (堪忍箱), 1996
- Tengu kaze (天狗風), 1997
- Kokoro torokasu yōna: Masa no jikenbo (心とろかすような マサの事件簿), 1997
- Riyū (理由), 1998
- Kurosufaia (クロスファイア, Crossfire), 1998
- Bonkura (ぼんくら), 2000
- Ayashi (あやし), 2000
- Mohōhan (模倣犯), 2001
- R.P.G., 2001
- Dorīmu Basutā (ドリームバスター, Dream Buster) volumes 1-4, 2001–07
- Akanbē (あかんべえ), 2002
- Bureibu sutōrī (ブレイブ・ストーリー, Brave Story), 2003
- Dare ka (誰か), 2003
- Iko: kiri no shiro (イコ:霧の城,), 2004
- Higurashi (日暮らし), 2005
- Koshuku no Hito (孤宿の人), 2005
- Na mo naki doku (名もなき毒), 2006
- Rakuen (楽園), 2007
- Osoroshi : Mishimaya henchō hyakumonogatari kotohajime (おそろし 三島屋変調百物語事始), 2008
- Eiyū no sho (英雄の書), 2009
- Kogure shashinkan (小暮写眞館), 2010
- Chiyoko (チヨ子), 2011
- Soromon no gishō (ソロモンの偽証), 2012-2014
- Hitan no mon (悲嘆の門), 2015-2017
- Sugisarishi ōkoku no shiro (過ぎ去りし王国の城), 2015
- Sayonara no gi (さよならの儀), 2019

## Liste des œuvres traduites en français
- 1989 : Le Diable chuchotait (Majutsu wa sasayaku - 魔術はささやく), roman traduit par Myriam Dartois-Ako, Editions Philippe Picquier, 2012 ; Picquier poche, 2015.
- 1992 : Une carte pour l'enfer (Kasha - 火車), roman traduit par Chiharu Tanaka et Aude Fieschi, Editions Stock, 1994 ; Picquier poche, 2001.
- 1993 : La Librairie Tanabe (Sabishii karyūdo - 淋しい狩人), cinq nouvelles (De terribles années ; Mort sans mot dire ; Le Clairon menteur ; Le Chasseur solitaire ; Un mois de juin peu ordinaire) traduites par Annick Laurent, Editions Philippe Picquier, 1995 ; Picquier poche, 1999.
- 1998 : Crossfire (クロスファイア), roman traduit par Gérard Siary et Mieko Nakajima-Siary, Editions Philippe Picquier, 2008 ; Picquier poche, 2010.
- 2001 : Du sang sur la toile (R.P.G.), roman traduit par Karine Chesneau, Editions Philippe Picquier, 2010 ; Picquier poche, 2012.
- 2003 : Brave Story (ブレイブ・ストーリー), roman (en 3 tomes) traduit par Guillaume Didier, Pocket Jeunesse, 2008.
- 2004 : Ico : Le château dans brume (Iko: kiri no shiro - イコ:霧の城,), roman (en 2 tomes), traduit par Yacine Zerkoun, Ynnis, 2022

Brave Story a par ailleurs été adapté en manga en 20 tomes. La version française est publiée par Kurokawa.